# Джон Паскевич
Джон Паскевич (англ. John Paskievich, нар. 1948) — українсько-канадський режисер документальних фільмів та фотограф з Вінніпега, Манітоба.
Документальний фільм Unspeakable Джона Паскевича, створений у Національному кінематографічному управлінні Канади отримав спеціальний приз журі на кінофестивалі Whistler Film Festival у 2006 році. У фільмі досліджується заїкання. Паскевич, який, до речі, й сам заїкається, розповідає та бере участь у фільмі.
Серед інших його режисерських робіт — Село моєї матері (My Mother's Village), в якому Паскевич заглиблюється в досвід інших україноканадців, Цигани Свінії (The Gypsies of Svinia), Якби я був індіанцем (f Only I Were an Indian) та короткометражний фільм Бакалія Теда Барилюка, який отримав премію Genie Award.
Народившись в Австрії, Паскевич емігрував до Канади у віці п'яти років. Навчався в Університеті Вінніпега та Політехнічному інституті Райерсона в Торонто. Як досвідчений фотограф виставляв свої фотографії в престижних галереях та музеях Канади.
Його фотографії також були опубліковані в чотирьох книгах: A Place Not Our Own, Waiting for the Ice Cream Man… A Prison Journal, Urban Indians, а також A Voiceless Song.
У жовтні 2007 року вийшла перша книга Паскевича The North End: Photographs by John Paskievich.
У 2023 році після тривалої роботи був випущений фільм «A Canadian War Story» про участь канадських українців у Другій світовій війні. Фільм знятий на замовлення Українсько-канадського дослідчо-документаційного центру.